# Kleinsoltholz
Kleinsoltholz (dänisch Lillesoltskov) ist ein Ortsteil der Gemeinde Freienwill in Schleswig-Holstein.

## Lage
Kleinsoltholz liegt 500 Meter östlich von Kleinsolt, an der gleichnamigen Straße Kleinsoltholz. Diese Straße führt bis in das weiter östlich gelegene Gebiet der Gemeinde Ausacker hinein, wo Ausacker Westerholz beginnt.

## Hintergrund
Kleinsoltholz ist ein Tochterdorf von Kleinsolt. Das Gebiet wurde vor Jahrhunderten von den Kleinsoltern urbar gemacht. Der Ortsname Kleinsoltholz bezieht sich im Übrigen auf eine dort gelegene Hölzung. Wie die gesamte Gemeinde Freienwill gehört auch Kleinsoltholz zur Kirchengemeinde St. Johannes im Ort Freienwill. Das benachbarte Ausacker Westerholz gehört im Gegensatz zur Kirchengemeinde Husby. Im Jahr 1961 hatte Kleinsoltholz 40 Bewohner. 1970 lebten dort weiterhin lediglich 40 Bewohner. Bis heute ist der Ortsteil dünn besiedelt und landwirtschaftlich geprägt.